# Basasteron leucosemum
Genre
Espèce
Synonymes
- Storena leucosema Rainbow, 1920

Basasteron leucosemum, unique représentant du genre Basasteron, est une espèce d'araignées aranéomorphes de la famille des Zodariidae.

## Distribution
Cette espèce est endémique de l'île Lord Howe à l'Est de l'Australie.

## Description
Le mâle décrit par Baehr en 2003 mesure 4,56 mm.
La femelle décrite par Jocqué en 1995 mesure 6,50 mm.

## Publications originales
- Rainbow, 1920 : Arachnida from Lord Howe and Norfolk Islands. Records of the South Australian Museum, vol. 1, p. 229-272 (texte intégral).
- Baehr, 2003 : Three new endemic genera of the Asteron-complex (Araneae: Zodariidae) from Australia: Basasteron, Euasteron, and Spinasteron. Memoirs of Queensland Museum, vol. 49, no 1, p. 1-27 (texte intégral).